# Panzerbrigade 18
De Duitse Panzerbrigade 18 was een Duitse Panzerbrigade van de Wehrmacht tijdens de Tweede Wereldoorlog. Deze Panzerbrigade vormde de gepantserde component van de 18e Panzerdivisie.

## Krijgsgeschiedenis

### Oprichting
Panzerbrigade 18 werd opgericht op 1 november 1940 in Wehrkreis IV uit o.a. staf van de opgeheven Panzerbrigade 1.

### Inzet
De brigade vocht als integraal deel van de 18e Panzerdivisie in de aanval op de Sovjet-Unie met Operatie Barbarossa op 22 juni 1941. Oprukkend door Wit-Rusland  en vervolgens in Operatie Taifun richting Moskou. Na het mislukken van deze operatie bleef de divisie in het centrale deel van het Oostfront. De brigade werd vanaf medio 1942 losgekoppeld van de 18e Panzerdivisie en gebruikt als “Kampfgruppenstab” (gevechtsgroepstaf) bij Heeresgruppe Mitte.

### Einde
Panzerbrigade 18 werd vanaf december 1942 gebruikt om in Noorwegen het Panzerregiment 9 te vormen voor de nieuwe 25e Panzerdivisie.

De brigadestaf werd op 4 januari 1943 uiteindelijk opgeheven.

### Slagorde
- Panzerregiment 18
  - 22 juni 1941: 3 bataljons, met elk 4 compagnieën (1 staf, 1 medium en 2 lichte)
    - in totaal 6 Panzer I, 50 Panzer II, 114 Panzer III, 36 Panzer IV, 12 PzBefw

## Commandanten
| Rang   | Naam         | Begin           | Eind            |
| ------ | ------------ | --------------- | --------------- |
| Oberst | Karl Keltsch | 1 november 1940 | 1 augustus 1941 |
|        | ??           | 1 augustus 1941 | 4 januari 1943  |